# Gunnera bracteata
Gunnera bracteata är en gunneraväxtart som beskrevs av Ernst Gottlieb von Steudel och John Johannes Joseph Bennett. Gunnera bracteata ingår i släktet gunneror, och familjen gunneraväxter. Inga underarter finns listade.